# Чагор (зупинний пункт)
Чаго́р — пасажирський залізничний зупинний пункт Івано-Франківської дирекції Львівської залізниці.
Розташований у селі Чагор Глибоцького району Чернівецької області на лінії Чернівці-Північна — Багринівка між станціями Чернівці-Південна (4 км) та Великий Кучурів (10 км).
На станції зупиняються тільки приміські поїзди. 